# Minves de gener
Les minves o calmes de gener, també anomenades seques a les Illes Balears, són reduccions del nivell del mar, que es produeixen en aquesta època de l'any per causa de l'existència d'altes pressions atmosfèriques.És a dir que el nivell ordinari de l'aigua de la mar disminueix temporalment per l'alta pressió atmosfèrica produint un descens per dessota del normal (antònims: creixa, plena).

## Situació atmosfèrica
Gener acostuma a ser un mes anticiclònic. Les minves es relacionen directament amb els potents anticiclons d'hivern que s'instal·len i romanen a l'entorn de la península Ibèrica amb el baròmetre ancorat als valors més elevats, per sobre dels 1.030 hPa. Són anticiclons persistents que poden durar setmanes.

## Mecanisme
La pressió atmosfèrica sobre el mar (columna d'aire) produeix una força cap avall i comprimeix l'aire cap a terra i cap al mar, per efecte de la gravetat. Les molt altes pressions empenyen avall l'aigua del mar i allibera d'aigua una franja de costa que normalment resta mullada o submergida. La davallada del nivell del mar oscil·la entre els 10 i els 40 centímetres. És el mateix principi que va utilitzar Torricelli amb el baròmetre de mercuri per demostrar l'existència de la pressió atmosfèrica.

### Pressió atmosfèrica i nivell de la mar
Una pressió de l'aire més alta fa que el nivell del mar sigui més baix: un augment de la pressió de l'aire d'1 hPa fa que el nivell de l'aigua baixi 1 cm. El nivell del mar varia dia a dia i setmana a setmana, depenent de la situació meteorològica. La pressió de l'aire té una influència directa sobre el nivell del mar.
L'alta pressió de l'aire exerceix una força sobre l'entorn i provoca el moviment de l'aigua. Així, una pressió de l'aire alta sobre una zona del mar correspon a un nivell del mar baix i, per contra, la pressió de l'aire baixa (una depressió) produeix un nivell del mar més alt. Això s'anomena efecte baròmetre invers.
El nivell mitjà del mar durant un any és de 0 cm i la pressió atmosfèrica mitjana és de 1.013 hPa. Com que la pressió de l'aire normalment oscil·la entre 950 i 1.050 hPa durant un any, la variació esperada del nivell del mar a causa de la pressió de l'aire és d'entre +63 cm i -37 cm al voltant del nivell mitjà del mar.
Els nivells d'aigua en un lloc determinat no només es veuen afectats per la pressió de l'aire local sinó també per altres factors, de manera que aquesta simple correlació s'observa rarament.
El nivell del mar al nord-oest d'Europa és sovint alt durant la tardor i l'hivern quan hi ha depressions freqüents i forts vents de ponent, però baix durant la primavera i l'estiu quan dominen les altes pressions i els vents suaus. La superfície del mar al Bàltic pot inclinar-se significativament tant de nord a sud com d'oest a est. Passatges profunds de baixa pressió sobre la badia de Bothnian, combinats amb altes pressions sobre el Bàltic meridional poden crear diferències de nivell del mar de fins a 2 m.

## Dades històriques de minves
L'Estartit és el punt de referència a Catalunya sobre les oscil·lacions i temperatures del mar per l'acurada tasca que Josep Pascual fa des de 1974. El valor més extrem de les minves va ser el 29 de gener de 1994 quan el mar es va situar 46 cm per sota del nivell normal. Durant l'hivern 2013-2014 el nivell mínim de les minves es va observar el 15 de desembre, amb -20 cm.
A finals del 2014 i principis de 2015, el nivell del mar gairebé va baixar un metre. El pas continu de les baixes pressions a finals de novembre va elevar el mar 70 cm, un registre històric de l'últim quart de segle, i al gener, amb les altes pressions superiors als 1.030 hPa, va caure 20 cm respecte al nivell normal. D'aquesta manera, en poc més d'un mes el nivell de l'aigua va davallar 90 cm. Igualment a Menorca, el típic temps anticiclònic de gener va disparar la pressió atmosfèrica fins a arribar als 1.040 hPa, la xifra més alta en els últims 25 anys. Aquestes altes pressions provoquen les minves a la mar, que a Menorca es coneixen popularment com a seques de gener.

## Situació marítima i costanera
El fenomen sol comportar una mar molt plana, sovint amb aparença de llac. Les minves de gener deixen al descobert roques i vegetació aquàtica que habitualment resten submergides. Any rere any, el fenomen es repeteix normalment al gener, tot i que es pot presentar durant els mesos d'hivern. Es observable, sobretot, a les roques costaneres i ports.

## Poemes i dites sobre el fenomen
Joan Maragall escrigué el poema «les minves de gener», poema de vint-i-tres decasíl·labs que va escriure en plena exultació amorosa i que es va donar a conèixer a L'Avenç del 31 de gener de 1891. El poeta utilitza la natura per a expressar la seva joia i la seva esperança, després d'uns anys d'inquietuds i decepcions.
També hi ha la dita: Les seques de gener, bones per al pescador i males per al mariner. En aquest cas s'explica que si baixa el nivell del mar serà beneficiós per a un cert tipus de pesca. En canvi, els vaixells tindran més dificultats per navegar.